# Třetí křížová výprava proti husitům
Třetí křížová výprava proti husitům byla vyhlášena papežem Martinem V. a její zahájení bylo stanoveno na 29. června 1427. Vrchním velitelem této výpravy namířené proti husitským Čechám se stal trevírský arcibiskup Ota ze Ziegenheimu. Silné křižácké sbory vtrhly ze západu do Čech a oblehly Stříbro. Jakmile však dorazila zpráva o postupujícím husitském vojsku, ustoupili katolíci k Tachovu, odkud 4. srpna zmateně prchnuli zpět za hranice. Kališníci tak bez vážnějších bojů odrazili v pořadí již třetí křížovou výpravu, která proti nim byla vypravena.

## Události předcházející výpravě
Těžké porážky, které katolíkům zasadili husité vedení geniálním stratégem Prokopem Holým 16. června 1426 u Ústí a 25. března 1427 u Světlé, umožnily husitskou expanzi do okolních zemí. Kališníci po těchto vítězstvích přešli do útoku a začali podnikat tzv. „spanilé jízdy“, které měli za cíl šíření husitských myšlenek a získávání obživy pro profesionální polní vojska, která se již ve vleklou válkou zpustošených Čechách nemohla nadále uživit.

### Přípravy na tažení
Římský, uherský a český král Zikmund Lucemburský byl zaneprázdněn v jižních Uhrách. Navíc neměl po zkušenostech z první a druhé výpravy zájem na vedení nového tažení a situací v Českých zemích se odmítal zabývat. Iniciativu tedy projevil kurfiřt, braniborský markrabě Fridrich Hohenzollern. Po Říši byly rozesílány manifesty svolávající novou výpravu do kacířských Čech. Oproti předešlým dvěma tažením byli tentokrát ve velkém verbováni také prostí venkované, kterým bylo slibováno získání rytířských poct. Fridrich samozřejmě vyžadoval, aby výpravu oficiálně vyhlásil papež. Martin V. mu vyhověl a novou kruciátu 18. března 1427 bulou Salvatoris omnium skutečně vyhlásil. Za svého legáta na výpravě ustanovil winchesterského biskupa Henryho Beauforta, který byl při té příležitosti jmenován kardinálem.

## Průběh výpravy

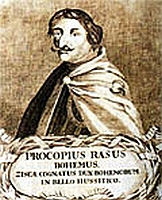
Husitský vojevůdce, kněz Prokop Holý

29. června byla většina křižáckých vojsk připravena k útoku. V okolí Norimberka se shromáždily armády rýnských falckrabat, bavorských vévodů, vojsko trevírského arcibiskupa Oty ze Ziegenheimu a oddíly řady říšských měst včetně Norimberka. V Chebu vyčkával se svými muži braniborský markrabě Fridrich. Oddíly ze Saska, Hesenska a Durynska byly utábořeny u Freibergu. Křižácký plán zahrnoval také vpád rakouských oddílů Albrechta Habsburského z jihu a útok Slezanů a Lužičanů ze severovýchodu. Jednalo se také o případné podpoře jihočeského šlechtice Oldřicha z Rožmberka. Podle moderních odhadů mohly mít intervenční sbory spolu s oddíly plzeňského landfrýdu sílu kolem 25 000 mužů. Jako hlavní velitel byl nakonec většinou křižáků uznán trevírský arcibiskup Ota ze Ziegenheimu, avšak neshody ve vrchním velení předznamenaly neslavný konec celé výpravy. Za první cíl si katolíci zvolili dobytí husitské příhraniční pevnosti Stříbra. Markrabě Fridrich naproti tomu neúspěšně prosazoval tažení do středních Čech. Křižáci vtrhli do Čech ve dvou proudech, načež obsadili Žlutice a Mašťov. 23. července bylo obleženo Stříbro, které bránil se svými muži husitský šlechtic Přibík z Klenové. Jakmile se o postupu křižáků dozvěděli husité, vyrazily ze svého shromaždiště od Karlštejna na pomoc Stříbru spojené sbory sirotků, táborů a pražanů. Vrchním kališnickým velitelem byl s velkou pravděpodobností kněz Prokop Holý. 1. srpna dorazily do křižáckého ležení před Stříbrem, které jen stěží odolávalo obrovské přesile oblehatelů, varovné zprávy o postupujícím husitském vojsku. Křižáčtí velitelé proto vyslali proti blížícím se husitům část jízdy a zbytku armády nařídili, aby se připravil k boji. 3. srpna došlo při chaotických přesunech na pozice k zmatku mezi křižáckými sbory a v ležení dokonce vzplálo několik lokálních požárů. Tohoto chaosu využily některé žoldnéřské jednotky neochotné k boji, které začaly bez rozkazu ustupovat zpátky na západ k hranicím. Velkou část zmateně ustupujících katolíků se velitelům podařilo zastavit před Tachovem. 4. srpna se zde pokusil pronést svůj projev před nastoupeným vojskem papežův legát Henry Beaufort, avšak jeho snaha o pozvednutí morálky zbylým křižákům vyšla naprázdno. Nedbajíc na Angličana se většina armády obrátila na ústup a rychle opustila hranice Českého království. Na bojišti tak husité toho dne zastihli již jen opozdilce. Vojsko plzeňského landfrýdu a malá část křižáků se stáhla do Tachova, který husité po velice tvrdém boji 11. srpna obsadili. 14. srpna se pak vzdala také posádka tachovského hradu.

## Důsledky

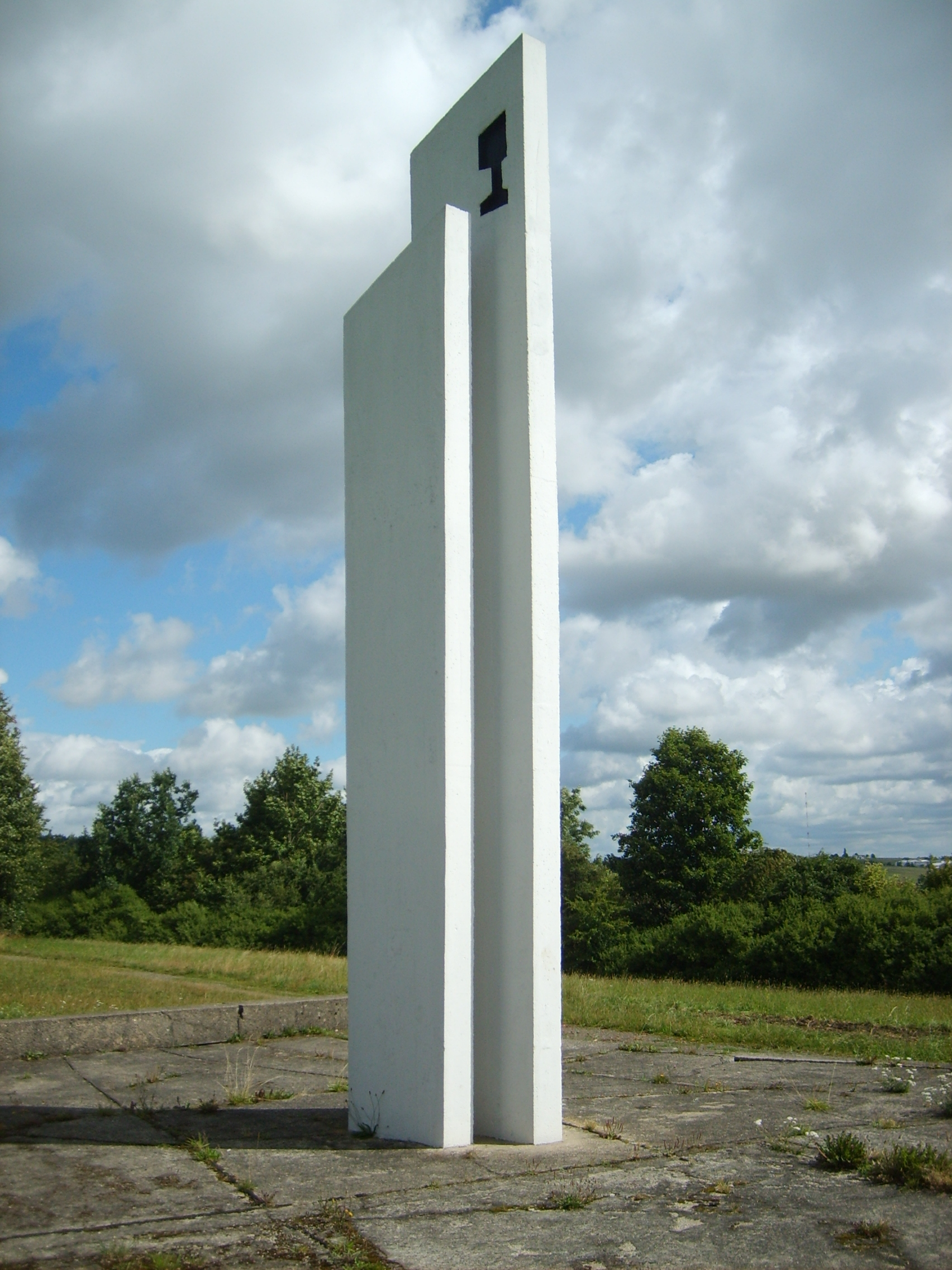
Památník bitvy u Tachova dnes

Husité slavili po zbabělém útěku křižáků další slavné vítězství. Kališníkům navíc padla do rukou obrovská kořist, kterou za sebou bezhlavě ustupující křižáci zanechali. Fiasko celého křižáckého tažení bylo dovršeno ztrátou Tachova, čímž byly husitské pozice v zemi znovu posíleny. Tato křížová výprava, která z pohledu katolíků nic nevyřešila, tedy jen předznamenala v pořadí již čtvrtou výpravu, která proběhla o čtyři roky později a dopadla ještě neslavněji.